# (464) Megaira
(464) Megaira – planetoida z pasa głównego asteroid okrążająca Słońce w ciągu 4 lat i 256 dni w średniej odległości 2,8 j.a. Została odkryta 9 stycznia 1901 roku w Landessternwarte Heidelberg-Königstuhl w Heidelbergu przez Maxa Wolfa. Nazwa planetoidy pochodzi od Megajry, jednej z erynii w mitologii greckiej. Przed jej nadaniem planetoida nosiła oznaczenie tymczasowe (464) 1901 FV.